# Ego (album Varius Manx)
Ego – piąty album grupy Varius Manx i jednocześnie pierwszy z nową wokalistką Kasią Stankiewicz. Płyta wydana w 1996 przez Zic Zac uzyskała certyfikat podwójnie platynowej.

## Lista utworów
| 1.  | „Ten sen”                                   | 4:11  |
|     | gościnnie Polskie Słowiki                   |       |
| 2.  | „A prisoner”                                | 4:41  |
|     |                                             |       |
| 3.  | „Mówią mi”                                  | 3:47  |
|     | gościnnie Piotr Woźniak i Zbigniew Zawadzki |       |
| 4.  | „Tak mało jeszcze wiesz”                    | 3:28  |
|     | gościnnie De Su, kwartet smyczkowy Akcent   |       |
| 5.  | „Orła cień”                                 | 3:05  |
|     | gościnnie Polskie Słowiki i Adam Słowiński  |       |
| 6.  | „Brak słów”                                 | 3:30  |
|     | gościnnie De Su                             |       |
| 7.  | „Deszcz – bezimienny”                       | 3:22  |
|     |                                             |       |
| 8.  | „Dom – gdzieś blisko mnie”                  | 4:04  |
|     | gościnnie De Su                             |       |
| 9.  | „Szept”                                     | 3:26  |
|     | gościnnie Polskie Słowiki                   |       |
| 10. | „Bored to tears”                            | 3:57  |
|     |                                             |       |
| 11. | „Czy to jeszcze jestem ja”                  | 3:12  |
|     | gościnnie Polskie Słowiki                   |       |
| 12. | „Street”                                    | 2:33  |
|     | gościnnie De Su                             |       |
| 13. | „Ego”                                       | 2:33  |
|     |                                             |       |
| 14. | „Zwierciadło życia”                         | 2:18  |
|     |                                             |       |
|     |                                             | 48:07 |
|     |                                             |       |

## Twórcy
- Kasia Stankiewicz – śpiew
- Robert Janson – śpiew
- Paweł Marciniak – gitara basowa, fortepian, programowanie instrumentów klawiszowych
- Michał Marciniak – gitary
- Sławek Romanowski – perkusja, instrumenty perkusyjne, programowanie instrumentów klawiszowych
- Rafał Kokot – saksofony, programowanie instrumentów klawiszowych

gościnnie
- De Su (Daria Druzgała, Beata Kacprzyk, Małgorzata Pruszyńska) – chórki
- Piotr Woźniak – głos męski
- Wojciech Zawadzki – głos męski
- Chór „Polskie Słowiki” pod dyrekcją Wojciecha Kroloppa
- Adam Słowiński – werbel
- kwartet smyczkowy Akcent
  - Anna Bukowska – wiolonczela
  - Marcin Mierzejewski – altówka
  - Marcin Lewicki – skrzypce
  - Sławomir Wronka – skrzypce
- Leszek Kamiński – realizacja nagrań